# Paweł Hong Yŏng-ju
Paweł Hong Yŏng-ju (ko. 홍영주 바오로) (ur. 1802 w Seosan, zm. 1 lutego 1840 w Korei) – święty Kościoła katolickiego, katechista, męczennik.

## Życiorys
Paweł Hong Yŏng-ju razem ze swoim starszym bratem św. Piotrem Hong Pyŏng-ju pracował jako katechista w Korei. Oprócz nauczania katechumenów poświęcali swój czas opiece nad chorymi. Po rozpoczęciu prześladowań katolików bracia dawali schronienie księżom misjonarzom. W związku z tym władze postanowiły ich zaaresztować. Byli przesłuchiwani i torturowani, ale nie udało się skłonić ich do wyrzeczenia wiary. Paweł Hong Yŏng-ju został ścięty 1 lutego 1840 roku z 2 innymi katolikami (Janem Yi Mun-u i Barbarą Ch’oe Yŏng-i), jego brata stracono dzień wcześniej.

## Dzień wspomnienia
20 września (w grupie 103 męczenników koreańskich)

## Proces beatyfikacyjny i kanonizacyjny
Beatyfikowany razem z bratem 5 lipca 1925 roku przez Piusa XI, kanonizowany 6 maja 1984 roku przez Jana Pawła II w grupie 103 męczenników koreańskich.